# Let Me Be Your Valentine
Let Me Be Your Valentine è un singolo del gruppo musicale tedesco Scooter, pubblicato nel 1996 ed estratto dall'album Our Happy Hardcore.

## Tracce
- CD Maxi

1. Let Me Be Your Valentine (The Complete Work) – 5:42
2. Let Me Be Your Valentine (Radio Edit) – 3:47
3. Eternity – 5:19
4. The Silence of T. 1210 MK II – 1:31